# شهرستان بهار
شهرستان بهار با متوسط ارتفاع ۱۷۳۵ متر از سطح دریا در غرب استان همدان به مرکزیت شهر بهار، یکی از شهرستان‌های ده‌گانه استان همدان و جمعیت این شهرستان در سال ۱۳۹۵ بالغ بر ۱۲۲٬۲۵۴ تن بوده است. این شهرستان شامل سه بخش مرکزی، لالجین و صالح‌آباد است. 
شهرستان بهار از نظر طبیعی دارای آب و هوای معتدل و کوهستانی بوده، رژیم بارندگی آن از تیپ اقلیم مدیترانه‌ای است. شهر بهار مرکز شهرستان بهار است (قبل از شهرستان شدن بهار یعنی ۱۳۷۲ بخش سیمینه‌رود به مرکزیت شهر بهار یکی از بخش‌های شهرستان همدان محسوب می‌شد) مرکز این شهرستان یعنی شهر بهار در پانزده کیلومتری شمال غرب شهرهمدان (مرکز استان همدان) واقع است.
این شهرستان که شامل سه بخش ۱- بخش مرکزی به مرکزیت شهر بهار، ۲- بخش لالجین به مرکزیت شهر لالجین و ۳- بخش صالح آباد به مرکزیت شهر صالح آباد است. دهستان‌های این شهرستان عبارت از شش دهستان است ۱- دهستان سیمینه رود به مرکزیت ۲- دهستان آبرومند به از توابع بخش مرکزی بهار، ۳- دهستان سفالگران ۴ - دهستان مهاجران از توابع بخش لالجین ۵- دهستان صالح آباد ۶- دهستان دیمکاران از توابع بخش صالح آباد می‌باشد. یکی از بهترین روستاهای گردشگری این شهرستان می‌توان به روستای چوتاش اشاره کرد یکی از زیباترین و سرسبزترین و تاریخی‌ترین روستای این منطقه هست

## پیشینه تاریخی بهار
شهر بهار یکی از شهرهای استان همدان و در پانزده کیلومتری شمال شهر همدان قرار دارد. تانیم قرن اخیر قصبه‌ای معتبر و مرکز بخش سیمینه‌رود بود. حمدالله مستوفی در ذیل همدان غیرمستقیم از منطقهٔ بهار و توابع آن به‌اضافه قسمتی دیگر از اراضی مجاور شهر همدان از ناحیه فریوار نام برده است. اصطلاح فریوار در قرن پنجم هـ.ق. از زبان راوندی آمده است.

## تقسیمات کشوری
شهرستان: بهار: شامل:

خانه قدیمی در روستای پرلوک

* نقاط شهری: بهار، لالجین، مهاجران، صالح آباد
- بخش مرکزی بهار به مرکزیت شهر بهار
  - دهستان سیمینه‌رود
  - دهستان آبرومند
- بخش لالجین به مرکزیت شهر لالجین
  - دهستان سفالگران
  - دهستان مهاجران
- بخش صالح آباد به مرکزیت شهر صالح آباد
  - دهستان پرلوک
  - دهستان صالح‌آباد

شهرستان بهار یکی از شهرستان‌های نه گانهٔ استان همدان با وسعتی معادل ۱۷۳۹ کیلومترمربع، حدود هفت‌درصد از وسعت استان را شامل می‌شود. این شهرستان دارای سه بخش بخش مرکزی، لالجین و صالح‌آباد و شش دهستان و چهار شهر بهار، لالجین، مهاجران و صالح‌آباد و شصت و هشت روستای دارای سکنه است. این شهرستان از نظر طبیعی دارای آب و هوای معتدل و خشک بوده، رژیم بارندگی آن از تیپ اقلیم مدیترانه‌ای است.

## مهم‌ترین جاذبه‌های گردشگری شهرستان بهار
- شهر لالجین
- مناطق جنگلی صالح آباد
- آرامگاه شیخ محمد بهاری
- تپه و پل مهاجران (ماران)
- کاروانسرای تاج‌آباد
- تپه سیمین زاغه[۵]

قلعه تاریخی در روستای میهمله علیا

فعالیت عمده صنایع دستی شهرستان بهار در زمینه ساخت سفال و سرامیک و بافت قالی است. در این دو هنر-صنعت در سال ۱۳۸۲ به ترتیب ۱۱۱۲۱ و ۳۵۸۰ نفر مشغول به فعالیت بوده‌اند.

## دشت‌های بهار

### دشت کوزه‌کولان
شهرت شهرستان بهار از قدیم‌لایام به دشت‌های آن به ویژه «دشت قرق» و «دشت کوزه‌کولان» بود و کوزه‌کولان جلگه‌ای است منتهی به دامنه‌های کوه الوند. لازم است ذکر شود کهن‌ترین مسیر ارتباطی پایتخت کشور ماد به سمت مغرب و جنوب غربی ایران یعنی به سرزمین‌های ایلام، بابل، اکد و سومر از این ناحیه عبور می‌نمود. اکنون بزرگراه همدان - کرمانشاه - سنندج و سه‌راهی صالح آباد محل تلاقی استانهای غربی کشور با مرکزو در دشت کوزه‌کولان قرار دارد.

### دشت قُرق
مکانی با شرایط شکارگاه و سبزه‌زار، که تا چند دههٔ قبل چاه‌های عمیق موجود در «دشت بهار» حفر نشده بود در قرق بهار - منطقه‌ای در جوار شهر بهار- تالابی وجود داشت که همواره آب سطحی چمن زارها را پوشانده بود، در آن گیاهان مردابی می‌رویید و محل صید ماهی و مرغابی برای شکارچیان بود.
برداشت بیش از حد از منابع آب زیرزمینی برای مصارف کشاورزی و شرب باعث نابودی دریاچه گشته است. دریاچه‌ای که در مجاورت آن مرغزار، چراگاه، شکارگاه و باتلاقی هم ایجاد شده بود و اکو سیستم گیاهان، جانوران و پرندگان بومی و مهاجر به‌شمار می‌رفت. به استناد متون مکتوب بهرام گور همراه اسبش در این باتلاق عمیق فرو هشت و تلاش‌ها برای یافتن او بی‌ثمر ماند البته صحت این موضوع نامشخص می‌باشد و نیازمند تحقیقات بیشتر است.

## مردم‌شناسی

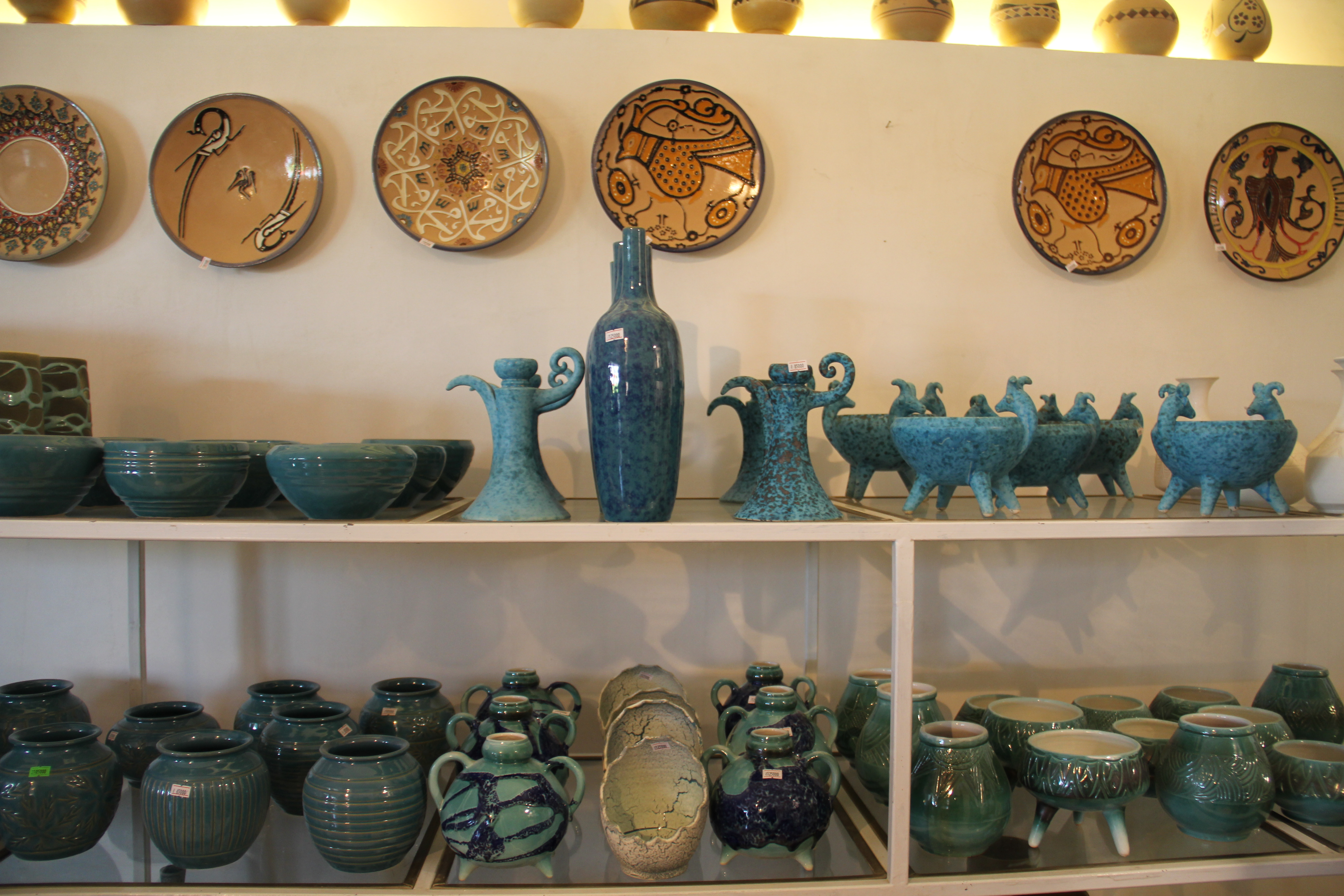
صنایع دستی شهر لالجین

اکثریت مردم بهار به زبان ترکی آذربایجانی و در برخی از روستاها مردم به زبان لری و کردی سخن می گویند.

## مشاهیر

شیخ محمد بهاری عارف و زاهد بهاری

- شیخ محمد بهاری، از علماء و عرفای معاصر شیعه است.
- رضا بهاری، شاعر حکیم
- سید محمد اصغری، وزیر دادگستری در ۳ دولت محمدعلی رجایی، میرحسین موسوی و دولت دوم موقت محمدرضا مهدوی کنی
- رضا طلایی نیک نماینده شهرستان بهار و کبودرآهنگ در دو دوره مجلس شورای اسلامی و معاون وزیر دفاع دولت یازدهم و دوازدهم .
- علی اصغر بهاری، موسیقی‌دان
- محمد باقر بهاری، واعظ
- شیخ محمد بهاری، واعظ
- محمدرضا الطافی نشاط
- محمد خلیلی، شاعر آزاداندیش، نویسنده و فعال سیاسی
- سید ابراهیم اصغری ابوی سید محمد اصغری و از روحانیون بنام منطقه
- حبیب‌الله شعبانی موثقی، امام جمعه همدان
- دکتر عبادالله بهاری
- حجت الاسلام شیخ حسن بیگلری همدانی، خطیب و از روحانیون و مداح بنام اهل سیمین
- حجت الاسلام والمسلمین شیخ ابراهیم بهاری از خطبای بهاری در پایتخت و از کارشناسان مذهبی رسانه ملی

## تعداد شهیدان و مفقودین درجنگ ایران و عراق
تعداد کشته‌ها و مفقودین این شهرستان ۸۳۶ نفر معادل ۷٫۷ درصد کل کشته شدگان استان می‌باشد که خانوده آن‌ها زیر پوشش «بنیاد شهید» قرار دارند. تعداد آزادگان این شهرستان ۱۲۷ نفر معادل ۱۲٫۹ درصد کل تعداد آزادگان استان و تعداد جانبازان این شهرستان ۱۶۸۸ نفر معادل ۸٫۷ درصد کل جانبازان استان می‌باشد که تحت پوشش خدمات بنیاد جانبازان قرار دارند.

## تعداد شهدا در جنگ سوریه علیه تروریست‌های داعش
در سال ۹۴ و با اعزام نیروهای داوطلب مستشار نظامی ایرانی به مناطق مختلف سوریه تحت عنوان نیروهای مدافع حرم، چهار تن از شهروندان بهار به نام‌های مهندس سیدمیلاد مصطفوی، مجید صانعی موفق، مهدی قاضی خانی و مرتضی ترابی کمال به دست تروریست‌های داعش شهید شدند.

## ویژگی‌های طبیعی
از ویژگی‌های طبیعی بهار می‌توان به تنوع آبرفتهای حاصلخیز که از فرسایش رسوبات سطحی ارتفاعات الوند به وجود آمده و نیز به نفوذپذیری عمق خاک آن اشاره کرد. بهار به علت دارا بودن زمستان‌ها و یخبندان‌های طولانی از مناطق سردسیر کشور محسوب می‌شود. تابستان‌هایش معتدل و گرمترین ماه‌های سال آن، تیر و مرداد با حداکثر گرمای ۶/۳۹+ درجه سانتیگراد و سردترین ماه‌ها دی و بهمن با حداقل درجه حرارت ۳۳- سانتیگراد است.
میانگین بارش سالانه در حدود ۳۱۵ میلی‌متر و حداقل بارش سال در اواخر خرداد و حداکثر آن در فروردین ماه به ثبت رسیده است. این شهرستان به دلیل اختلاف ارتفاع بین بهار و ارتفاعات الوند، منطقه‌ای نسبتاً بادخیز است.

## ترابری
شهرستان بهار، در شمال غربی استان همدان واقع است. از شمال به شهرستان کبودراهنگ از مشرق به شهرستان همدان از جنوب به شهرستان تویسرکان و از مغرب به شهرستان‌های اسدآباد، شهرستان قروه در استان کردستان محدود و مشتمل است. فاصله شهر بهار تا همدان ۱۵ کیلومتر است. فاصله بهار تا تهران ۳۵۵ کیلومتر است.